# Leyendas Pokémon: Arceus
Leyendas Pokémon: Arceus (Pokémon LEGENDS アルセウス?) es un videojuego de rol de acción desarrollado por Game Freak y publicado por The Pokémon Company y Nintendo para Nintendo Switch. Es parte de la octava generación de la serie de videojuegos Pokémon. Se trata de una precuela de los títulos Pokémon diamante y Pokémon perla, publicados en 2006. Se anunció como parte del evento del 25° aniversario de Pokémon, junto con Pokémon Diamante Brillante y Pokémon Perla Reluciente, y su lanzamiento fue el 28 de enero de 2022.

## Argumento
Leyendas Pokémon: Arceus está ambientado en la región de Hisui, una antigua versión de la región de Sinnoh basada en la isla de Hokkaido al norte de Japón, antes de los eventos de Pokémon Diamante y Perla. El Pokémon singular Arceus toma un papel relevante en la historia. A diferencia de las entregas anteriores de la saga, la Liga Pokémon no está concebida en el juego. A su vez, el objetivo del mismo consiste en crear la primera Pokédex de la región.

## Sistema de juego
Leyendas Pokémon: Arceus consiste en un juego de rol de acción con un entorno de mundo abierto fundamentado en el Área Salvaje que hizo su primera aparición en la franquicia en Pokémon Espada y Escudo. Los jugadores pueden capturar Pokémon directamente en el escenario, con la posibilidad de participar en la batalla liberando Pokémon que hayan capturado previamente cerca de otro salvaje. Las batallas se realizan a través de combates por turnos, similares a los juegos anteriores de la serie principal de Pokémon. Al comienzo de la partida, hay tres opciones de Pokémon iniciales disponibles: Rowlet (de Sol y Luna), Cyndaquil (de Oro y Plata) y Oshawott (de Negro y Blanco).

## Lanzamiento
El juego se reveló por primera vez en una presentación el 26 de febrero de 2021, como parte del evento del 25 aniversario de Pokémon, junto con Pokémon Diamante Brillante y Pokémon Perla Reluciente. Sirve como una precuela de Diamante y Perla. Tuvo su lanzamiento el 28 de enero de 2022.

## Recepción
Tras el anuncio del juego, el periodista de videojuegos, Jhaan Elker, del periódico estadounidense The Washington Post dijo que espera que Pokémon Legends: Arceus traiga un soplo de aire fresco a la serie Pokémon, que «parece estancada». Elogió de que Game Freak incorporara nuevas ideas al juego, y opinó que era «el juego que los fanáticos de Pokémon querían».
El periódico ABC publicó que el "título siembra nuevas ideas en la saga Pokémon, pero da la sensación de que ha faltado tiempo de producción debido a la poca variedad de contenido, el entorno poco trabajado, y unos gráficos muy desfasados".